# 松本真平

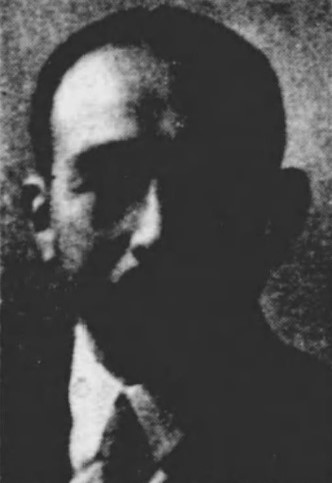
松本真平

松本 真平（眞平、まつもと しんぺい、1878年（明治11年）5月12日 - 1971年（昭和46年）5月29日）は、日本の実業家、政治家。衆議院議員、貴族院多額納税者議員、熊谷市名誉市民。

## 経歴
埼玉県大里郡熊谷町（現:熊谷市）で、米穀商・4代目松本平蔵の長男として生まれる。高等小学校卒業後、1891年に開京英語学校に入学したが病のため帰郷し、埼玉英和学校（現:埼玉県立不動岡高等学校）で学び、1900年、東京高等商業学校を卒業。
大倉商業学校教諭となり、1901年、尾張屋銀行に入行し、明治義会中学校の英語教師を兼務。1903年、実業界に進むことを決意して帰郷した。
1914年、松本米穀会社を設立して、父が社長に真平が専務に就任。以後、松本米穀精麦社長、日東製粉社長、日満製粉社長、台湾興業社長、埼玉県商工連合会長、東京商工会議所議員、熊谷銀行頭取、全日本肥料商団体連合会長、秩父鉄道取締役、埼玉銀行取締役、帝国車輌工業取締役などを務めた。
1924年5月、第15回衆議院議員総選挙で埼玉県第三区から立憲政友会所属で出馬して当選し、衆議院議員を一期務めた。1932年9月29日、貴族院多額納税者議員に任じられ、研究会に所属して活動し、二期目の在任中、1940年10月1日に議員を辞職した。
熊谷市に対して文化等多くの分野で財的な支援を行い、熊谷市文化功労者、熊谷市名誉市民に推された。

## 伝記
- 桜沢千蔵編『松本真平譜記』松本真平君譜記刊行所、1940年。